# St. Vitus und Rochus (Gaishardt)

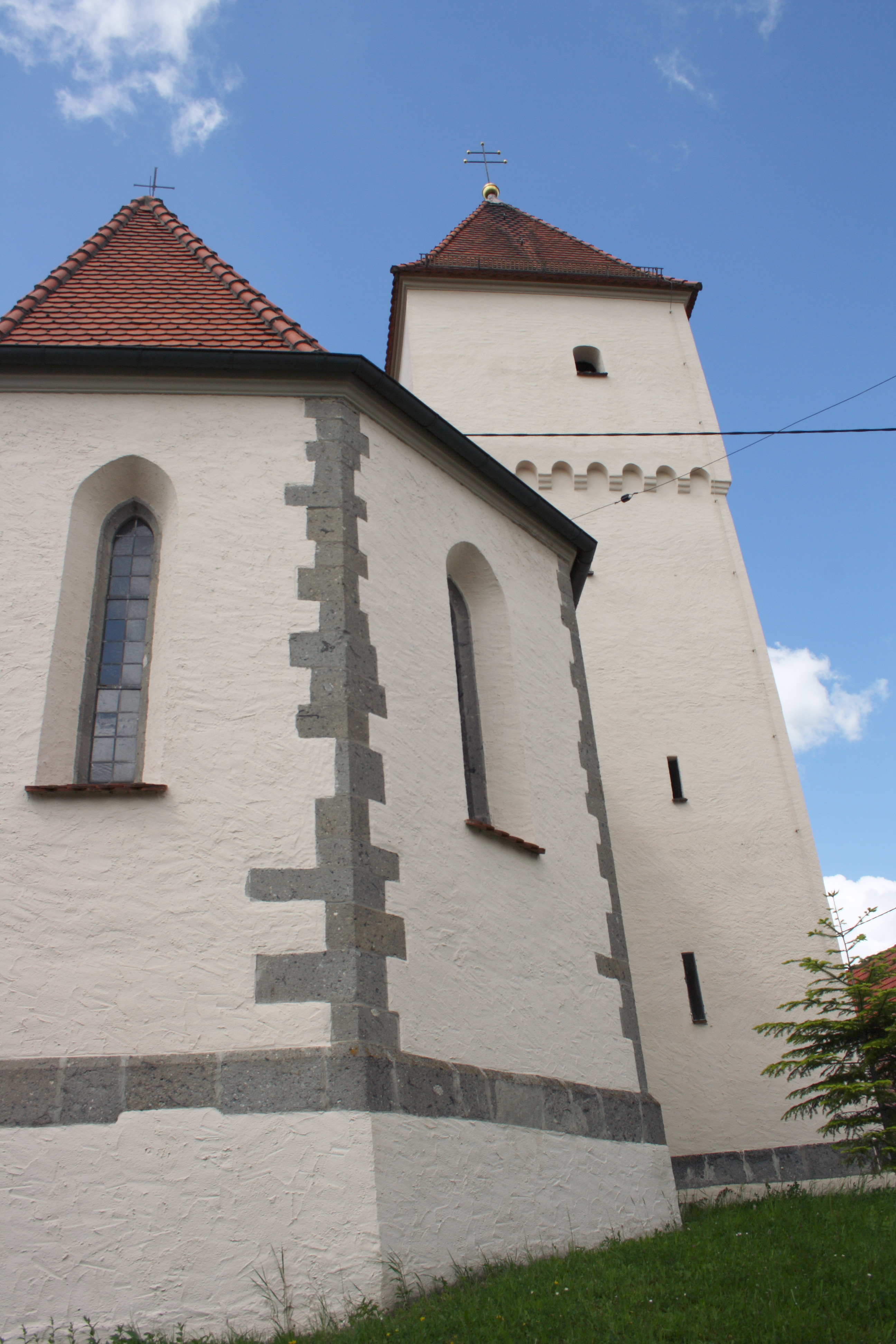
St. Vitus und Rochus in Gaishardt

Die römisch-katholische Filialkirche St. Vitus und Rochus steht in Gaishardt, einem Gemeindeteil von Bissingen im schwäbischen Landkreis Dillingen an der Donau von Bayern. Das Bauwerk ist in der Liste der Baudenkmäler in Bissingen (Bayern) als Baudenkmal unter der Nr. D-7-73-117-27 eingetragen. Die Kirchengemeinde gehört zum Dekanat Dillingen des Bistums Augsburg.

## Beschreibung
Das im Kern spätromanische Langhaus der Saalkirche wurde im 13. Jahrhundert erbaut. Der dreiseitig geschlossenen Chor im Osten und der Chorflankenturm auf quadratischem Grundriss an seiner Nordwand wurden erst um 1450 angebaut. Der Chorflankenturm wurde über einem Bogenfries mit einem leicht vorkragenden Geschoss aufgestockt und mit einem Pyramidendach bedeckt.
Die Innenräume sind mit Holzbalkendecken überspannt. Im Innenraum des Langhauses wurden 1981/82 Fragmente von Wandmalereien freigelegt, auf denen Johannes der Täufer zu erkennen ist. Zur Kirchenausstattung gehört ein Altar, der von den Statuen von 1480 des heiligen Vitus und der heiligen Crescentina flankiert wird. Eine weitere Ikonografie von 1530 ist der Anna selbdritt zugewiesen.